# CCL25
CCL25, hemokin (C-C motiv) ligand 25, je mali citokin iz CC hemokin familije koji je takođe poznat kao TECK (timusom izražen hemokin). Za CCL25 se veruje da učestvuje u razvoju T-ćelija. On je hemotaksan za timocite, makrofage, i dendritske ćelije. CCL25 destvuje vezivanjem za hemokinski receptor . Ljudski CCL25 nastaje kao protein prekurzor koji sadrži 151 aminokiselina. CCL25 gen (scya25) je lociran na ljudskom hromozomu 19.